# Velbloud uchem jehly (film, 1936)
Velbloud uchem jehly je česká filmová komedie režisérů Huga Haase a Otakara Vávry z roku 1936 natočená podle stejnojmenné divadelní hry Františka Langera.

## Tvůrci
- Námět: František Langer – divadelní hra Velbloud uchem jehly
- Scénář: Hugo Haas, Otakar Vávra
- Hudba: Julius Kalaš
- Zvuk: Josef Zora
- Kamera: Ferdinand Pečenka
- Režie: Hugo Haas, Otakar Vávra
- Stavby: Štěpán Kopecký
- Asistent režie: Walter Schorsch
- Ateliéry: AB Barrandov
- Další údaje: černobílý, 88 min., komedie

## Obsazení
| Hugo Haas          | žebrák Josef Pešta                      |
| Antonie Nedošinská | Aloisie Peštová, Josefova manželka      |
| Jiřina Štěpničková | Zuzka Peštová, dcera Peštové            |
| Rudolf Deyl        | majitel továrny na čokoládu Adolf Vilím |
| Pavel Herbert      | Alík, syn továrníka Vilíma              |
| Oldřich Nový       | komorník u Vilímů Alfons                |
| Eduard Blažek      | tajemník továrníka Vilíma               |
| Růžena Šlemrová    | továrnice Štěpánová                     |
| Adina Mandlová     | Nina, dcera továrnice Štěpánové         |
| Jindřich Plachta   | komerční rada Pavel Bezchyba            |
| František Roland   | ředitel Vilímovy továrny Ignác Andrejs  |
| Jan Pivec          | závodník Fred Krupička                  |
| Božena Šustrová    | přítelkyně Niny                         |
| Josef Gruss        | Otto, přítel Niny                       |
| Jan Šebor          | člen Společenského klubu                |
| Jarmila Švabíková  | členka Společenského klubu              |
| Alfred Baštýř      | člen Společenského klubu                |
| Lída Otáhalová     | členka Společenského klubu v klobouku   |
| Svatopluk Beneš    | člen Společenského klubu                |
| Jiří Vasmut        | vrátný v továrně                        |
| Jan W. Speerger    | mlékař                                  |
| Milada Smolíková   | mlékařka                                |
| Marie Ježková      | trafikantka                             |
| Ella Poznerová     | herečka ve filmu Cesta do ráje          |
| Bedřich Veverka    | herec ve filmu Cesta do ráje            |

## Děj
Továrník Adolf Vilím je majitelem továrny na čokoládu. Jeho synovi Alešovi, zvanému „Alík“ je 28 let, je značně rozmazlený a nemá zájem o továrnu. Volný čas tráví v klubu s dalšími přáteli ze „zlaté mládeže“. Továrník Vilím se domnívá, že by pomohlo jedině jej výhodně oženit.
Otec by jej proto rád oženil s Ninou Štěpánovou, jejíž matka je také majitelkou továrny na čokoládu. Vilím by rád spojil majetek, Štěpánová by se ráda zbavila konkurence. Nina však obdivuje automobilového závodníka Freda, kterého zná z klubu.
Otec Vilím ohlásí jejich zasnoubení a nechá natisknout oznámení.
Továrnice Štěpánová se ráda věnuje dobročinné činnosti. Připravuje se na návštěvu chudých rodin a chce, aby Alík a Nina ji doprovodili.
Aloisie Peštová je manželkou Josefa Pešty, který se živí žebráním. Vychovávají dceru Zuzku, která byla prodavačkou v obchodě, ale je již dva měsíce bez práce. Rodina bydlí ve sklepním bytě v domě pro chudé. Zuzku měla Peštová, když byla mladá a zamiloval se do ní jeden nóbl pán, který ji však poté nechal, ale dal jí na odchodnou tři stovky.
Peštová posílá svého muže do ulic. Je vybavený dvěma holemi a má za úkol upadnout před nějakým bohatým člověkem, který by se snad mohl slitovat, přivést Peštu domů a dát rodině nějaké peníze až uvidí, v jaké bídě žijí.
Peštová v očekávání možné vzácné návštěvy upraví mezitím domácnost tak, aby zdůraznila jejich bídu. Má to vyčtené z románu „Soví zámeček“, kde se píše o tom, jak hodní a chudí lidé ke štěstí přišli. Píše se tam, že bída má být čistá a studená, aby v ní dobročinné panstvo našlo zalíbení. Pešta má šťastný den, upadne před továrnicí Štěpánovou, Alíkem, Bezchybou a Andrejsem, kteří se zrovna fotografují s nějakou chudou rodinou, kterou přišli v rámci dobročinnosti navštívit.
Peštu přivedou domů. Štěpánová nechá Peštové poukázku na peníze z dobročinného spolku, Alík dá Peštovi stovku a na stole nechá dalších tisíc korun. Alíkovi se zalíbí dcera Peštových, Zuzka, která zrovna přišla domů. Při odchodu ji podá lístek se žádostí o schůzku. Když se Zuska ujistí, že by se Alík nestyděl ani za ní, ani za jejich rodinu a domácnost, souhlasí. Alík jí před odchodem políbí ruku. Zuzka je překvapená a radostná, stalo se jí to poprvé v životě.
Zuzce se Alík líbí, má modré hodné oči a bílé zdravé zuby, moc nemluví. Matka ji varuje, aby nedopadla jako ona a radí ji držet se raději mužů své společenské úrovně.
Alík znovu přijde k Peštovým, ověšen dárky. Pro Peštu je to jako Štědrý den, jak se vyjádří. Zuzce donesl Alík šaty, ta se převlékne a pak oba vyrazí Alíkovým autem do města. Celý dům je v oknech a pozoruje je. Nejdříve jdou do biografu na film „Cesta do ráje“. Sedí v loži, Zuzka je zklamaná, že jí Alík nepolíbil. Pak jdou do Společenského klubu. Zuzka se tam mezi „zlatou mládeží“ cítí celá nesvá. Matka se o ni doma bojí, a když se v noci Zuzka vrátí, matka jí dá na zadek plácačkou na koberce.
Do klubu chodí také automobilový závodník Fred a také Nina, dcera továrnice Štěpánové. Alík jí představí Zuzku jako svoji sekretářku. Nina se diví, že má sekretářku. Alík tedy Zuzku do této funkce druhý den skutečně angažuje.
Ředitel Andrejs a rada Bezchyba vyprávějí Zuzce o Alíkovi jako o „božím dřevě“, líném a zhýčkaném darmošlapovi, který je degenerovaný – má strnulé zřítelnice, usmívá se bez příčiny a píchá ho v hlavě.
V kanceláři objeví Zuzka na stole ohlášku zasnoubení Alíka s Ninou. Je zklamaná a řekne to Alíkovi. Ten oznámení roztrhá. Zuzka však s ním začne mluvit už pouze komisně. A řekne mu do očí, že je „bulíček“, neschopný pracovat, líný a degenerovaný a pozoruje ho, aby si ověřila, zda je pravda to, co jí vyprávěli předtím staří páni Andrejs s Bezchybou.
Alík se následně rozhodne začít skutečně pracovat. Jeho otec tomu nevěří a má obavu, zda není syn nemocný. Jednou se Zuzka Alíka zeptá, proč je Vilímova čokoláda nejlepší, jak se říká v reklamním sloganu, ale Alík to není schopen vysvětlit. Je celý v rozpacích, což jej přiměje ještě k většímu pracovnímu úsilí, dokonce se vydá i do provozu.
Andrejs s Bezchybou si Zuzku oblíbili, nosí ji každý den každý kytici květin.
Peštová jednou zjistí, že ve městě je k pronájmu mlékárna, to by byl její sen. Ředitel Andrejs zajistí, aby matka Peštová mlékárnu dostala do pronájmu.
Když továrnice Štěpánová vidí, že Alík ochladl ve vztahu k její dceři, vydají se za továrníkem Vilímem do kanceláře. V jedné z kanceláří narazí také na Zuzku. Řeknou jí, že není placená, ale že si ji Alík vydržuje. Do kanceláře přijde i Alík a Zuzce se za slova Štěpánové omluví. Ona jej začne líbat, on ji nabídne sňatek. Štěpánová s Ninou se urazí a odejdou. Řeknou továrníkovi Vilímovi, že budou muset zrušit zasnoubení. Ten jde za Zuzkou, že ona musí z firmy odejít.
Pešta se vydá do továrny za továrníkem Vilímem zeptat se, co mu jeho dcera udělala, že ji propustili. Vilím jej vykáže. Andrejs a Bezchyba Zuzku u továrníka obhajují, že naučila Alíka pracovat a dodala mu energii, takže teď už ví, co chce.
V novinách se objeví inzerát, že Zuzana Peštová a Aleš Vilím otevírají „novou reformní mlékárnu“. Andrejs s Bezchybou tam přijdou na návštěvu, Zuzka je za pultem a Alík obsluhuje hosty a myje nádobí.
Nina nechá napsat Alíkovi dopis, aby přišel do klubu za kamarády na čaj na rozloučenou. Ten nechce, ale Zuzka jej přesvědčí. Peštová říká Zuzce, že se Alík k ní určitě už nevrátí. Zuzka Alíkovi před cestou do klubu složila do kapsičky saka místo kapesníčku dětskou košilku.
Nina se snaží Alíka v klubu ještě získat nazpět, oba hodně popíjejí. Matce Niny, která je v klubu také, se zdá, že vše bude opět v pořádku. Zavolá to továrníkovi Vilímovi. Alík v jednu chvíli převrhne omylem skleničku na šaty Niny a když se je pak snaží vyčistit, vytáhne z kapsičky místo kapesníku dětskou košilku. Všichni se mu smějí, Alík z klubu uteče.
Do mlékárny mezitím dorazil továrník Vilím se sdělením Peštovým, že se jeho syn už k Zuzce nevrátí. Peštová to čekala. Po chvilce se však ve dveřích objeví Alík. Jde k Zuzce, že je zpět. Otci řekne, že si Zuzku vezme. Tomu se to moc nelíbí, ale nakonec je rád, že se jim narodí dítě a doufá, že bude po dědečkovi.

## Citát
| „                              | To se ještě nestalo, aby takový pán si vzal chudou holku. To spíš velbloud projde uchem jehly, jak to stojí v Bibli. | “ |
| — Aloisie Peštová, matka Zuzky | |   |

## Zajímavost
- Úsloví „velbloud uchem jehly“ vychází z Bible (Evangelium podle Marka – 10. kapitola, verš č. 25) „Snadnější je, aby velbloud prošel uchem jehly, než aby bohatý vešel do Božího království.“ Význam tohoto biblického přirovnání je zřejmý – je jím míněna nepravděpodobná, nemožná věc. [2]

- Již v roce 1926, tři roky po jevištním uvedení hry, natočil němý film téhož jména Karel Lamač. V roli Pešty tehdy vystoupil Jan W. Speerger, v roli jeho manželky Betty Kysilková a Anny Ondráková ve dvojroli Zuzky (dcera Pešty) a Lily (snoubenka Alíka). Továrníkova syna Alíka ztvárnil sám režisér a autor scénáře Karel Lamač. [3]